# Хрящ-молочник липкий
Хрящ-молочник липкий, хрящ-молочник сіро-зелений (Lactarius blennius (Fr.) — вид неїстівних грибів роду Хрящ-молочник (Lactarius) родини Сироїжкові (Russulales). Гриб класифіковано в 1838 році.

## Будова
Шапка діаметром 4-8 (10) см, спочатку випукла, з підвернутим краєм, пізніше увігнуто-розпростерта, з опущеним, часто хвилястим краєм. Поверхня шапки гола, гладка, слизиста. Забарвлення мінливе, оливкове, оливково-сіре, зеленувато-сіре, темно-оливково-коричнювате, зеленувато-сіро-коричнювате. У центрі іноді темніша, червонувато-сіро-коричнева або лілувато-сіро-коричнева. Властива присутність по краю шапки темних плям, розташованих кільцями.
Гіменофор пластинчастий. Пластинки густі, вузькі, прирослі, іноді злегка спускаються на ніжку, спочатку білі, пізніше жовтуваті, червонувато-жовтуваті, рудуваті, з зеленуватим краплями молочного соку.
М'якоть щільна біла, виділяє молочний сік, який при висиханні утворює оливково-зелені плями на білих пластинках.
Молочний сік білий, на повітрі набуває сірого або зеленувато-сірого забарвлення, пекуче-їдкий на смак.
Споровий порошок блідо жовтувтий. Спори 7-8,5 х 5,5-6,5 мкм, овально-округлої форми, з бородавчастою поверхнею.
Ніжка висотою 3-7 см, 1-2,5 см товщиною, циліндрична, іноді звужена до основи, порожниста, гладка, клейка, того ж кольору, що й поверхня шапки, проте світліша, у місцях дотику сіріє або коричневіє.

## Поширення та середовище існування
Широко розповсюджений в Європі, у тому числі і в Україні в листяних лісах з липня по жовтень. Утворює мікоризу з березою.

## Практичне використання
Неїстівний гриб. Хоча деякі джерела вказують, що гриб умовно їстівний гриб, який можна використовувати після кількаденного вимочування та 15-ти хвилинного виварювання, соленим.